# Spalling
Spalling, czyli łuszczenie – stopniowe narastanie naprężeń wokół defektów struktury warstwy wierzchniej skojarzonych elementów w wyniku cyklicznych naprężeń kontaktowych, a następnie tworzenie się mikropęknięć i ich rozprzestrzenianie się powodujące odpadanie cząstek materiału w postaci łusek. Łuszczenie jest zużyciem zmęczeniowym wywołanym obciążeniami mechanicznymi powierzchni tarcia elementów wykonujących ruchy toczenia z poślizgiem (np. tory kolejowe).

## Źródła
Biuletyn Polskiego Towarzystwa Trybologicznego